# Roșcani, Suceava
Roșcani este un sat ce aparține orașului Liteni din județul Suceava, Moldova, România.
 Acest articol despre o localitate din județul Suceava este deocamdată un ciot. Puteți ajuta Wikipedia prin completarea lui.